# Fort Saganne
Fort Saganne ist ein französischer Kriegsfilm von Alain Corneau aus dem Jahr 1984 über die Kolonialzeit. Als literarische Vorlage diente der gleichnamige Roman des französischen Autors Louis Gardel. In den Hauptrollen sind Gérard Depardieu, Philippe Noiret und Catherine Deneuve zu sehen.

## Handlung
Drei Jahre vor Ausbruch des Ersten Weltkriegs tritt der junge und mutige Bauer Charles Saganne der französischen Armee bei. Er wird in der Sahara stationiert, wo er unter dem adeligen Colonel Dubreuilh seinen Dienst leistet und dabei gegen rebellische Stämme kämpft. Schon nach kurzer Zeit bewährt er sich als tapferer Soldat mit Führungsqualitäten und verschafft sich so den Respekt seiner Kameraden und auch der einheimischen Bevölkerung. Zu Madeleine, der Tochter eines örtlichen Verwalters, fühlt er sich zunehmend hingezogen.
Nach einem Kampf mit einem rebellischen Nomadenstamm findet Charles unter den Leichen Amajar, den noch lebenden Führer des Stamms. Dieser ist schwer am Bein verletzt und droht zu sterben. Charles amputiert ihm das Bein und rettet Amajar so das Leben. Als gefeierter Held wird Charles daraufhin auf eine diplomatische Mission nach Paris geschickt, wo er eine leidenschaftliche Affäre mit der Journalistin Louise anfängt, es ihm aber nicht gelingt, Anliegen der französischen Kolonie in Nordafrika den Politikern nahezubringen. Zurück in der Sahara schreibt er Louise regelmäßig Briefe und bekundet darin seine Liebe zu ihr. Durch waghalsige militärische Manöver gegen Sultan Omar übertrumpft er seine bisherigen Erfolge und erhält dafür die Ehrenlegion, die ranghöchste Auszeichnung Frankreichs. 
Charles heiratet schließlich Madeleine, die inzwischen eine feine Dame der Gesellschaft geworden ist. Nach seiner Stationierungszeit zieht er mit ihr in sein Heimatdorf, wo er ein Haus kauft, von dem er schon als kleiner Junge geträumt hat. Die friedliche Idylle währt jedoch nur kurz. Als 1914 der Erste Weltkrieg ausbricht, zieht Saganne erneut in den Krieg. Kurz bevor er an die Front muss, trifft er Louise, die sich als Krankenschwester zur Verfügung gestellt hat. Sie fallen sich in die Arme und Charles erzählt ihr, dass er inzwischen verheiratet sei. Auf Louises Frage hin, gesteht er, dass er sie mehr liebe als seine Frau. Sie küssen sich und Louise wünscht sich ein Kind von ihm. In diesem Moment erscheint ein Soldat. Charles kann nicht länger bleiben und geht schließlich an die Front. Bei einem Gefecht wird er schwer verwundet. Im Lazarett bringt ihm eine Krankenschwester ein paar Briefe und liest sie ihm vor. Die Nachricht, dass seine Frau ein Kind von ihm erwartet, bekommt er jedoch nicht mehr mit. Er ist tot und soll angesichts mangelnder Särge in einem Massengrab beigesetzt werden. 1922 wird ihm zu Ehren das Fort, in dem er in der Sahara stationiert war, in „Fort Saganne“ umbenannt. Madeleine und ihr Sohn, den sie nach seinem Vater Charles genannt hat, nehmen an den Feierlichkeiten teil. Aus der Ferne werden sie von Amajar beobachtet. 

## Hintergrund

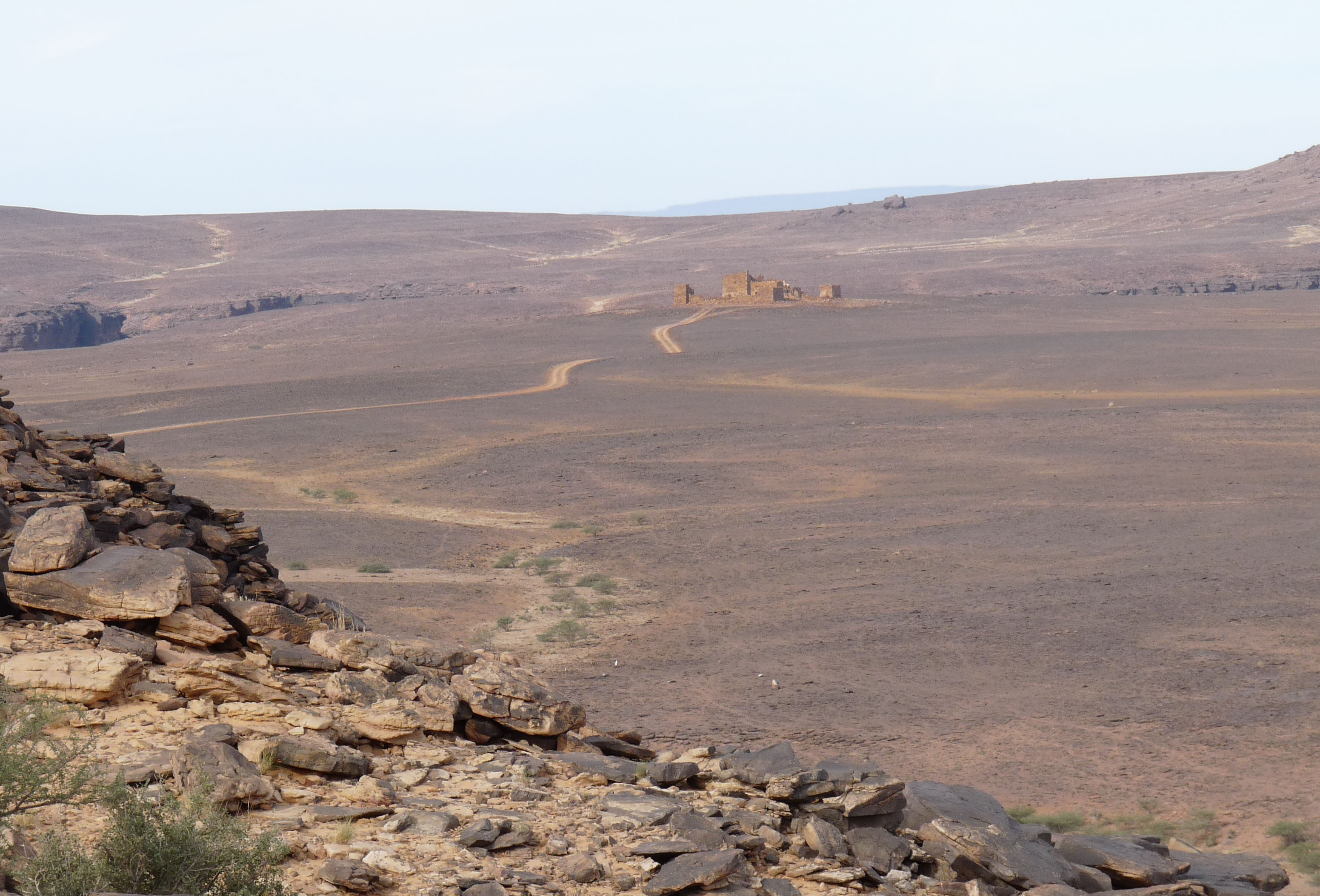
Die Ruinen des Filmsets in Mauretanien (2010)

Die Verfilmung des gleichnamigen Romans (1980) von Louis Gardel, der darin das Leben seines Großvaters geschildert hatte, war seinerzeit eine der teuersten Filmproduktionen Frankreichs. Die Dreharbeiten fanden in Abbaye du Moncel im französischen Département Oise, in Marokko und in Mauretanien statt, wo extra für den Film das „Fort Saganne“ aufgebaut wurde und wo bis heute Ruinen des Filmsets zu sehen sind (20° 32′ 33,3″ N, 12° 48′ 1,8″ W). Die Kostüme entwarfen Rosine Delamare und Corinne Jorry.
Gérard Depardieu und Catherine Deneuve hatten zuvor bereits mehrfach zusammen gespielt, so in François Truffauts Die letzte Metro (1980), Claude Berris Die Männer, die ich liebte (1980) und in Alain Corneaus Gangsterfilm Wahl der Waffen (1981). 
Fort Saganne wurde am 11. Mai 1984 in Frankreich uraufgeführt.

## Kritiken
Variety kam zu dem Schluss, dass Alain Corneaus Film „in seiner groß angelegten Rekonstruktion einer Epoche und ihrer Kultur oftmals schön anzuschauen“ sei, er jedoch „bei seinen Versuchen die vielschichtigen Figuren in sein Breitwandformat einzubetten“ schwach wirke. Die größte Schwachstelle liege jedoch „in der Darstellung von Depardieus Liebesbeziehungen“. Dessen „kurzer, aber intensiver Affäre mit Gaststar Catherine Deneuve“ mangele es an „Feuer und Tiefe“. Darüber hinaus sei Sophie Marceau „viel zu wenig zu sehen, um einen nennenswerten Eindruck als junges bürgerliches Mädchen zu hinterlassen“.
Eleanor Mannikka vom All Movie Guide zufolge seien „die Kostüme, die Landschaft, die Schlachten und das Charisma von Depardieu als Saganne und Noiret als Colonel Dubreuilh herausragend“. Auch hätten „mehrere Nebendarsteller emotional fesselnde Vorstellungen“ geliefert, doch „bleiben die Protagonisten als Ensemble eher blass, sodass das dreistündige Epos am Ende ein bisschen zu lang erscheint“.

## Auszeichnungen
Bei der César-Verleihung 1985 war der Film in den Kategorien Beste Kamera, Beste Kostüme, Bester Hauptdarsteller (Gérard Depardieu) und Bester Ton für den César nominiert, konnte sich letztlich jedoch nicht gegen die Konkurrenz durchsetzen.

## Deutsche Fassung
Die deutsche Synchronfassung entstand bei der Arena Synchron in Berlin. Dialogbuch und -regie übernahm Boris Tessmann.
| Rolle                     | Darsteller        | Synchronsprecher      |
| ------------------------- | ----------------- | --------------------- |
| Charles Saganne           | Gérard Depardieu  | Manfred Lehmann       |
| Dubreuilh                 | Philippe Noiret   | Friedrich G. Beckhaus |
| Louise                    | Catherine Deneuve | Rita Engelmann        |
| Madeleine de Saint-Ilette | Sophie Marceau    | Nicolette Röwekamp    |